# Drup
Drup (gestileerd als DRUP) is een lied van de Nederlandse rapper Bizzey in samenwerking met rappers Kraantje Pappie, Jonna Fraser en Ramiks. Het werd in 2019 als single uitgebracht.

## Achtergrond
Drup is geschreven door Leo Roelandschap, Alex van der Zouwen, Jonathan Jeffrey Grando, Stephan Boers en geproduceerd door Ramiks. Het is een nederhopnummer waarin de liedvertellers rappen over hun succes en de rijkdom die daar bijkomt. Het woord "drup" komt van het Amerikaanse straattaalwoord "drip", wat de betekenis heeft van cool zijn of lekker gaan heeft. De single heeft in Nederland de dubbel platina status.
In de videoclip zijn Bizzey, Kraantje Pappie en Ronnie Fraser te zien als nieuwslezers in de een jaren 70 stijl. youtuber Nienke Plas speelt de rol van weervrouw. De clip is een parodie op de film Anchorman: The Legend of Ron Burgundy. De muziekvideo is geschreven en geregisseerd door Caio Silva en Pepe Favela.
Het is de eerste keer dat alle vier de artiesten tegelijkertijd op een lied te horen zijn. Wel waren er onderling eerder al andere samenwerkingen. Jonna Fraser, Kraantje Pappie en Bizzey hadden met z'n drieën succes met de hit Ik heb je nodig.  Ook waren Bizzey en Kraantje Pappie eerder onder andere al te horen op De manier, Traag en Ja! en herhaalden ze de samenwerking succesvol op Hockeymeisjes en Zin in de zomer man. Jonna Fraser en Bizzey waren ook te horen op Net als toen en Bizzey en Ramiks op Blow it all en Culo en na Drup onder andere op Dip raar, S/O naar de ... en Doorheen.

## Hitnoteringen
De artiesten hadden flink succes met het lied in Nederland en bescheiden succes in België. Het piekte op de tweede plaats van de Nederlandse Single Top 100 en stond 25 weken in deze hitlijst. In de negen weken dat het in de Nederlandse Top 40 te vinden was, kwam het tot de negende plek. De Vlaamse Ultratop 50 werd niet gehaald, maar het kwam wel tot de 33e positie van de Ultratip 100.